# Ischnocnema gehrti
Ischnocnema gehrti es una especie de anfibio anuro de la familia Brachycephalidae.

## Distribución geográfica
Esta especie es endémica del estado de São Paulo en Brasil. Habita a 800 m de altitud en Paranapiacaba en el municipio de Santo André.

## Etimología
Esta especie lleva el nombre en honor a Augusto Gehrt.

## Publicación original
- Miranda-Ribeiro, 1926 : Notas para servirem ao estudo dos Gymnobatrachios (Anura) Brasileiros. Tomo primeiro. Archivos do Museu Rio de Janeiro, vol. 27, p. 1-227.[5]